# 我所看見的未來
《我所看見的未來》是日本漫畫家龍樹諒創作的日本漫畫作品，最初是以筆名「たつき諒」所繪的短篇，1994年至1998年期間於朝日新聞旗下漫畫雜誌《真正可怕的故事》（ほんとにあった怖い話）和スコラ下的《恐怖體驗》（恐怖体験）連載，1999年7月由朝日新聞社集結成冊而發行。
本書曾因疑似預言成功東日本大地震而轟動一時，其二手書也曾到達50萬日元的高價，於2021年10月由飛鳥新社發行完全版。

## 創作
本書為作者龍樹諒從事漫畫生涯以來，少數收納個人經歷和其他短篇漫畫的單行本。龍樹諒自述她在9歲時某日因為感冒在家休養期間，在夢境裡思及存在世間的意義和從遠處俯瞰地球，還遇見從毛髮至衣裝皆為雪白的長者並湧生懷念之情，成為其人生首度遭遇的奇異事件。她在17歲時發生交通事故，高中畢業後離家想尋找能證明自己曾存在且不需拋頭露面的工作，看見大哥買給她、由石森章太郎著作的《漫畫家入門》開始從事漫畫創作，後來也獲得秋田書店的編輯邀請在《月刊Princess》出道。她在20歲時以少女漫畫家的身份活躍，在創作期間習慣將自己的夢境紀錄在名為「夢日記」的筆記本。
龍樹諒在《我所看見的未來 完全版》補述道，她會開始記錄夢境，是源自當時在醫院任職的母親從在印刷公司從業的病患取得印刷樣本的物件，決定將該本冊子當成「夢日記」，但真正開始認真記錄夢境的時間點則是1985年起，她在那段期間總共記錄了2冊夢日記。針對夢境裡是否為預知的觀點，龍樹諒稱自己僅能透過結果上來說「是否成為現實」作為判斷，而有關「大災難發生在2011年3月」的夢境片段，則是她在本作單行本截稿前在夢境看見的日期，她在1998年前往印度旅行會見名為實諦·賽·巴巴的聖者，並在結束旅程歸國沒多久在夢境裡看見「2011年3月」的日期，她認為該日期也是很重要的日期，便在出版前將該日期註記其中，舊版的原書封面亦記載了龍樹諒此前的夢境，這其中包含黛安娜王妃逝世等事件。龍樹諒後續在《我所看見的未來 完全版》註記稱道，她當時在舊版原書收錄的大海嘯並非指東日本大震災引起的大海嘯（原夢境發生於1981年，亦收錄於《完整版》），她認為該海嘯可能是後來在夢中看見有關2025年7月的「將要發生事件的預知夢」。
《我所看見的未來》一書的原始版於1999年出版，內容共收錄八篇作品，此後龍樹諒退出漫畫界，該書也跟著絕版。龍樹諒稱她雖然在創作過程感到相當有趣和開心，然而不擅構思劇情的短處造成她逐漸陷入創作瓶頸，越來越畫不出理想的作品，加著繪製漫畫必須長期伏案造成姿勢不良和身體不適達到極限，這使她在1998年9月發表《白色的手》後正式退出漫畫創作，此後22年間陸續學習電腦繪圖、從事諸如醫療事務、住宅環境設計師、建築相關事務、接受各類感興趣的研修。

### 夢境與現實事件
龍樹諒在《我所看見的未來 完整版》收錄自稱與後續現實有所對應的夢境如下：
1. 1976年11月24日夢見皇后合唱團佛萊迪·墨裘瑞的逝世，1986年11月28日再度夢見皇后合唱團的夢境，夢中出現除了主唱佛萊迪以外的其他團員與一名不認識男性的雕像，後來佛萊迪在現實過世的日期為1991年11月24日，和初次夢見佛萊迪逝世的日期同為11月24日[7][6]。
2. 1989年8月27日夢見一處洞窟出現不相識的女性，龍樹諒從夢境醒來後，前往橫濱當地的某處公園附近散步，發現當地防空洞的環境和夢境裡的洞窟相同便拿起相機拍照記錄，幾日後新聞報導防空洞發生女性遇害事件，往生者衣著特徵與夢境出現的女性不謀而合[7][6]。
3. 1993年9月14日夢見了自己和四個人一起走，途中經過一個種有枇杷的岔路處，被一名穿著農作服的老婦人朝她大吼，後來居住在山形縣的母方舅舅的葬禮日期在1994年9月14日舉行，龍樹諒在前往葬禮會場途中經過了和夢境相同的交岔路口，唯獨現實中出現的植物是葡萄樹，和夢見該夢境時的日子同為9月14日[7][6]。
4. 1995年10月在夢境中夢見了一名嬰兒的長相，同年12月新聞報導人質脅持事件，被刊登在新聞上的嬰兒容貌和夢境裡相同[6]。
5. 在夢境中遇見素不相識的男人表示對某個女性雖不討厭但沒有戀愛的感覺，一個月後，龍樹諒接獲久未連絡且身處失戀狀態的女性朋友的來電，和該名朋友會面並看過對方曾經心儀的對象的照片，該名男子的長相與對朋友說的話語和夢境相同[6]。
6. 1992年夢見一名女性的畫像與名叫「黛安娜」的年長女性的聲音，還有「DIANNA」的名字拼寫，1997年8月31日黛安娜王妃死於交通事故，但龍樹諒稱在夢裡並沒有感受到該女性將死亡的感覺，並認為這是讀者在事後加上的「定義」[4]。
7. 曾經夢見一名男子，並且在事後得知該名男子是當時曾經在日本媒體頗有知名度的印度聖者賽巴巴，後者也曾經被日本電視節目作過介紹，後來龍樹諒在1998年正式前往印度和賽巴巴見面[4]。
8. 1998年結束在印度會見賽·巴巴的旅程後，在夢境中看見「2011年3月」的日期，2011年3月11日，發生東日本大震災[4]。

龍樹諒所夢見並收錄在單行本的夢境，但在出版《完全版》時（2021年10月）尚未驗證的夢境如下：
1. 自1993年起三度夢見富士山大噴發的夢境，夢見該夢境的時間點分別是1991年、2002年、2005年[4]。
2. 1995年1月2日夢見大地出現兩處巨大的龜裂，天上出現一名女性，龍樹諒在夢中請該位女性帶她離開，得到「等5年會來接她」的回應，龍樹諒後續在《完全版》的《夢日記》一節稱她在夢境看見2025年會有地球規模的大災難襲擊日本列島，並認為屆時便是自己的使命結束的時候[4]。
3. 1995年11月26日夢見「7月15日」的日期和自己向人們遺留希望能穿著白色衣服出席自己葬禮的遺言，夢中的人們依約穿著白衣出席喪事，其後2007年5月14日再度夢見「5月25日自己會死」的訊息[4]。後續龍樹諒在2025年6月出版的新作《天使的遺言》補述，她的母親於2023年7月過世，在聯繫殯儀社協辦喪事期間，由殯儀社提出在7月15日派遣接體車接走母親的遺體，龍樹諒始體認7月15日並非母親真正去世的日子，而是母親的遺體被殯儀社接走，她真正感覺到「再也無法見到母親」的那一天。[8]。
4. 1981年在夢境裡先是夢見很厲害的退潮，接著地面到處都有小地震，巨大的海嘯迎面而來，伴隨海嘯的襲擊，船隻被衝擊至陸地的天橋[4]。龍樹諒在《完全版》補遺寫道自己在2021年7月5日凌晨夢見2025年7月時，日本列島南面的太平洋的水位上升，以從空中俯瞰的視角觀看地球，位於日本和菲律賓中間的海面忽然噴發，巨大的海浪以此為中心朝週圍擴散，造成太平洋周邊國家遭受相較東日本大地震還要高三倍的海嘯襲擊，連帶讓陸地被擠壓隆起，從香港、台灣直至菲律賓一帶，均變成相互接壤的地貌[4]，並表示「在災難過後，將迎來更加光輝的未來」[4]。後續龍樹諒在出版新作《天使的遺言》補述前述夢境中，她還聽見呼喚著「哈迪斯」的聲音[8]，海嘯席捲過後，城市變成一片死寂且街頭無人的狀態，商店衣物遭海水浸泡後淪為廉價品[8]。在此荒涼背景中，出現三艘巨大、破舊但華麗的客輪，其中一艘船體呈現紅色，承載著來自世界各地如韓國、印尼、法國、美國等地的人們，而且客輪正駛向世界各地，龍樹諒稱夢中的紅色大船象徵著「通往離世後世界的渡船」，是一趟不可回頭的死亡之旅[8]。她稱該場夢境的災難規模遠超過311，連陸地的樣貌都可能因海浪和土砂而出現變化，甚至造成部分亞洲地區陸地相連的劇烈地形變動[8]，並表示災難發生時是人性大考驗，有機會連一杯水、一塊麵包都變得非常珍貴。她提醒人們應做好心理和物資的準備，尤其是水源和現金，使自己得救[8]。龍樹諒同時在《天使的遺言》強調，《完全版》書本中「真正的大災難是在2025年7月」這句話，只是編輯的行銷判斷，並非她的原意[8]，原因是當時的出版作業非常緊湊，編輯在整理訪談內容時，將她對未來模糊靈感誤寫成了確定預言；「做夢的日期不等於發生事情的日期」，她希望讀者能以客觀角度閱讀，而非將之視為具科學依據的預報[9]。

## 獲得迴響和出版完全版
在東日本大震災發生後，該書因為封面寫有「2011年3月大災難」的字句和疑似預言了東日本大震災，自2020年6月起因為吉本興業旗下搞笑藝人「Hello Bye Bye」 成員關曉夫在電視節目提起「有漫畫提前預言東日本大地震」的事件，在2011年後開始受包含日本網路媒體在內的廣泛迴響，更出現冒名作者的人士在推特（現「X」平台）回答預言問題。起先龍樹諒因為沒有使用網路的習慣，連當時使用的手機也是翻蓋式，對此毫不知情，直至姪子和姪女向她轉告相關事件，才引起龍樹諒的注意，適逢電視節目《奇蹟體驗！Unbelievable~》用再現式劇場介紹了飛鳥新社出版、有關不可思議體驗的漫畫，龍樹諒認為「如果是能理解靈學領域的出版社，或許不妨試著聯絡看看」，為此親自致電飛鳥新社聯絡此事，並且在和飛鳥新社進行接洽的期間，攜帶記載了筆名和本名的納稅文件、過往的漫畫手稿、還有夢境日記的原件，向飛鳥新社證明自己是真正的作者。
擔綱該書日本版的責任編輯杉山茂勲在訪談中稱道，龍樹諒是在《完全版》出版前最後一次會議當天（2021年7月5日）早上夢見最新版的預言夢境，並將該夢境收錄進《完全版》，至於將《完全版》書腰的主文案定稿為「真正的大災難……是在2025年７月！！！」則完全是責任編輯個人的判斷。最終龍樹諒在2021年10月正式出版《我所看見的未來　完全版》，內容除舊有版本的作品以外，還增加「夢日記」手稿和解說、新的短篇作品，以及作者龍樹諒宣稱「將在2025年7月發生的真正的大災難」的災難夢境，至於初版單行本中其他篇和夢境及預言無關的懸疑漫畫，則收錄進後來出版的《竜樹諒選集1 ：怪奇》。龍樹諒稱自己會選擇將該書重新出版完全版提供新素材，除了杜絕有人冒名、散播假訊息以外，還有她在思索後對於自己接收到預言的意義有了深刻體認，她在完全版後記中表示「『預知』，是驚告。因為『能夠避免』，所以『〔被〕看到』。我想是有『防止災難』、『讓災難縮小規模』的方法的」，稱夢境如果會變成現實的話，下一次來臨的大災難日期就是2025年7月5日，並期待這本書能成為一個契機，讓大眾做好心理準備。
《我所看見的未來》的原版書籍因為已絕版，一度在網路二手書店開價至20萬日幣，截至2022年6月，包含電子書的銷量已經超過了56萬本。包含《每日新聞》等日本全國的大報刊文介紹該書，評稱「竜樹諒現象」是「社會現象」級的爆紅，飛鳥新社也收穫許多讀者的感謝信件。《我所看見的未來》也引起華語界的Youtuber如老高與小茉、馬臉姐等人的注目和特別製作影片解析。截至2024年8月，《我所看見的未來 完全版》銷售量已經超過70萬本。2025年7月7日，銷量超過106萬冊，出版社預估營收超過9億日元。
另一方面，對漫畫紀錄內容與預言關連性持質疑或反對態度者兼而有之，書評家石戸諭引用心理學者村上幸史針對「人類對偶然一致與有過度放大評價」、「在事後使用看似正確的話語，用誰都適用的話語，人們會自動假設情況確實如此」的理論，評稱這與占卜是類似的概念，原因是人們只會記得占卜對應的正確之處，實質對占卜結果過度誇大，同為人腦具有從有限資訊中快速得出結論的機制。台灣地震專家郭鎧紋分析稱道菲律賓海板塊呈菱形，因太平洋板塊隱沒擴張，九州-帛琉海脊東側是比較年輕的板塊，正好是南海海槽，年輕板塊浮力較大、火山很少，海脊以西是比較重的板塊，稱板塊若真要抬起來，規模至少要到9、10級別的程度，即便是隕石撞擊也不會如此，並表示日本一直對「百年一遇」大地震嚴陣以待，南海海槽觀測網DONET在海底部署了幾百個地震站，氣象廳有徵兆前一定會警告眾人。信州大學地域防災減災中心主任菊池聰表示「地震是攸關生死的重大問題，但我們並不知道何時會發生，這個說法之所以廣為流傳，就是因為它迎合了人們的焦慮」，並稱「由於每個人都想知道『何時會發生』，導致這些資訊往往被放在首位」，菊池聰表示「只要把預言中的地點、時間或規模稍微模糊，有關地震的預言就很可能成真，而每當1個預言成真，就會給人留下深刻印象，不過當預言出錯時，人們往往不會再去追究」。日本國際大學的副教授山口真一分析點出「社群媒體的興起」也是導致謠言傳播的主因，他表示「人類長期以來一直受到惡作劇、謠言或流言蜚語影響，如今，假新聞也正在製造類似的現象」，至於有關七月的預言，他強調「許多社群媒體用戶被駭人聽聞的新聞吸引，即使明知是假的，也傾向於傳播它，與其根除假新聞，我們更需要考慮如何削弱其社會影響」。。
2025年4月，以2025年7月5日發生地震與隕石墜落事件為主題的日本都市傳說電影《2025年7月5日午前4時18分》宣佈製作。本書出版社飛鳥新社在出版社網站發布「本社與作者竜樹諒並未參與該片製作和編劇」的特別聲明。

## 相關軼事
2025年，日本一名自稱「理論物理學家」的保江邦夫YouTube頻道「TOLAND VLOG」提到「2025年7月5日大災難」預言，表示自己起初不相信，但自2023年起，接獲2則來自美國的「非公開訊息」後，開始謹慎對待。保江邦夫影片中指出，災害位置是在台灣和菲律賓之間，有被稱為小行星碎片的東西落下，但實際上是結束使用的老舊超大型衛星。保江邦夫稱第一則訊息來自NASA人員，透露美方早已掌握「2025年7月5日清晨4時18分」將於日本南部外海發生災難，並可能造成巨大海嘯。保江邦夫分析，唯有小行星或彗星撞擊地球，才可能精確預測到分秒，因此推測此次預言極可能與小行星撞擊有關。保江邦夫指稱第二則訊息則由美國政府官員提供，內容指稱該事件將引發海嘯襲擊日本，美國拜登政府原先有進行相關秘密協議，然而隨著川普當選美國總統令原計畫遭到取消，保江邦夫對此僅模糊表示，取消原因與川普當選相關，但究竟是災難還是何種計畫被取消，並未公開具體細節，並稱道海嘯不僅會影響日本，也會向台灣襲來，可能會引發習近平進攻台灣。保江邦夫在影片中宣稱美國選擇7月5日的原因是過去拜登政府雖然說要保護台灣，但實際上只是進行防衛而已。然而放任台灣被侵略會遭全世界譴責，為了找藉口而選擇了台灣時間7月5日凌晨4點（對應美國東部時間7月4日美國獨立紀念日）軍隊也放假的時候，屆時可以說編組來不及，但隨著川普執政令局勢變得不穩，稱未來不會有該狀況。
2025年6月下旬，時任光照山蓮久寺第38代住持三木大雲接受媒體採訪期間，透露自己親自與《我所見看的未來》漫畫作者龍樹諒見面，三木大雲轉述龍樹諒強調自己並非預言家，作品只是將夢境所見畫出來，「地震不一定會在7月5日發生」，不過三木大雲仍提醒特別留意7月份，他指出，根據他對佛經的解讀，「赤氣」（しゃっき）也就是低空紅色極光的出現，是預示「時候到了」的訊號。三木大雲表示，他記得在6月2日左右，觀測到了低空極光，提及目前京都地區尚未有確認報告，但有科學觀點認為日本國內未來可能會頻繁出現低空極光，他亦指稱7月份預計將是太陽耀斑（從太陽來的光線）撞擊地球的高峰期，雖然無法確切預測地震何時發生，但他希望大家將天空異常地變紅（低空紅色極光出現）視為地震可能來臨的心理準備訊號，並重申這並非恐嚇，而是希望大家能夠提前做好防範準備，例如飲用水、確認避難路線和防災地圖，以及與家人、鄰居提前討論地震時的應對措施。他甚至表示，如果年內沒有發生預測的災害，他願意辭去住職的職務，以表達他對其言論的負責和對民眾準備災害的嚴肅態度。
2025年6月21日截至2025年7月4日，氣象廳指出日本鹿兒島縣吐噶喇群島於該期間已經累積逾1100次有感地震，十島村村長因為當地在當日時間7月3日下午4時多發生震度達到「6弱」的強烈地震，決定展開撤離。第一班撤離船班4日上午已經啟程離開惡石島，預計晚間就會讓撤離的居民入住鹿兒島市的飯店或旅館。同年6月27日至7月2日，日本九州南部鹿兒島縣與宮崎縣交界的霧島連山新燃岳火山在此期間持續噴發，日本氣象台預測2日下午6時，除了霧島市及小林市預測會出現大量火山灰降落外，姶良市、鹿兒島市、日置市及串木野市等鄰近地區，也可能出現輕微火山灰降落，為了因應這次火山噴發事件，當地政府已啟動防災機制，呼籲民眾配戴口罩、護目鏡等防護裝備，外出時需特別注意安全，因應火山動態，日本氣象廳亦將新燃岳火山的警戒等級提升至第3級「入山限制」，並特別提醒，火口周圍約3公里範圍內可能有大型火山岩石噴發，2公里範圍內恐有火山碎屑流，籲請民眾避免進入危險區域活動。

## 後續及各界反應
據該書的責任編輯杉山茂勲在2022年的訪談指稱，龍樹諒在發行《我所看見的未來　完全版》後忙於照顧家人，沒有時間投身漫畫創作。
隨著《我所看見的未來》書中針對2025年7月的預言為大眾傳播所知，連帶影響日本觀光經濟。由於謠言的傳播，導致來自日本幾個主要旅遊客源國的赴日航班預訂量大幅下滑。
2025年5月中旬，《每日新聞》報導稱日本氣象廳在其網站上表示「預測特定日期、時間和地點的地震的資訊通常被認為是騙局，但人們為什麼願意相信沒有科學依據的預測呢？」。針對社會大眾關注預言和連帶相關效應，龍樹諒接受《每日新聞》採訪期間以書面回應呼籲道「大家的高度關注代表防災意識提升，這是一件正面的事。我衷心希望這份意識能轉化為實際的安全對策與事前準備。」她也強調，預知夢的詮釋應交由大眾自由判斷，但也呼籲「請勿過度恐慌，應參考專家意見，妥善應對」。該書出版方飛鳥新社則重申「本書僅為作者基於個人夢境的創作，並非為引發社會恐慌。呼籲讀者面對災害議題時，應謹慎並參考專業建議。」。
根據日本出版社《文芸社》於2025年5月下旬發布竜樹諒的採訪與新書《天使的遺言》（日语：天使の遺言）出版訊息，竜樹諒在接受《文芸社》採訪期間與《天使的遺言》引言表示，最初《我所看見的未來》完全版發行是為了杜絕虛假信息和可疑信息傳播，然而她對這本書最終主要基於出版商的意願而出版感到不滿，不僅假訊息仍在社群媒體上不斷傳播，而且封面書腰所寫「真正的災難將在2025年7月到來」成為聳人聽聞的宣傳語，她出於深度擔憂和想留下自己真正想傳達的訊息，還有留下自己滿意的一些內容和包含家庭、自己成為漫畫家前的經歷，為此選擇自費出版《天使的遺言》。
《天使的遺言》排定於2025年6月15日發行，內容包含竜樹諒自身家庭與成長經歷、成為漫畫家與夢日記的關聯、自身的預知夢和其他神秘經歷、《我所看見的未來》相關細節與闢謠、兩篇短篇作品。竜樹諒在《天使的遺言》書中的「《我所看見的未來》相關細節與闢謠」一節指稱網路流傳「大災難發生於2025年7月5日凌晨4點18分」的說法為不實謠言，表示「凌晨4點18分」是她當時「夢見該夢境的時間點，而非災難時間點」，至於夢境顯示日期則是「人們真正意識到災難的日子」或「無法挽回的現實被確認之日」，她認為比起準確預知災難時間點，更重要的是對災難作出防範。根據日本雜誌《FLASH》報導，龍樹諒在2025年7月5日前接受專訪時，對於被問到如何看待這場「末日風波」時，她表示很難回答，因答案涉及他人，同時也十分擔心出版社編輯可能因此遭受誹謗中傷，龍樹諒在訪談中指稱書中受爭議的預言文字並非出自她之手，受到關注的也不是漫畫本身，讓她內心一直有「這是別人的事」的感覺，至於書腰預言文案是由編輯撰寫，由於語句吸引目光才被放大檢視；對她而言，這本作品本質上不是預言，更非預言漫畫，若非接受出版社邀約，自己充其量僅繪製了封面插圖，心情更像是「讀者」`。龍樹諒坦言她的生活在這段期間並未有太大改變，但她透露，會更加留意姐姐的輪椅擺放位置，並儲備蠟燭、火柴、水等緊急物資，表示一旦真的發生災難，她已準備好動用存款，購買防災物資來幫助災民，並提及雖然她夢見2025年7月會發生災難，但並未夢到具體日期，因此網路上的傳言並非完全準確，不過她也表示能透過這個話題提高大眾的防災意識，也算是一件好事`。
2025年7月5日，日本气象厅就此传言一事举行记者会，表示前不久鹿儿岛县发生的地震与《我所看见的未来》的预言无关。日本气象厅地震海啸监视部门负责人海老田绫贵在记者会上还表示称，即便预言成真也仅仅是巧合，并没有科学依据，以现有科学技术还很难预测地震。。此外，由於2025年7月5日實際並未發生「大災難」，然而網路對於災難預言的謠傳一發不可收拾，野村綜合研究所學者木内登英更估算外來旅客避免訪日會導致日本經濟影響減少5600億日元，使一度為此事產生恐慌的網民轉向批評預言沒命中，更有人打算向漫畫家要求精神賠償金，民事訴訟經驗豐富的三木悠希裕律師表示，因為謠言或預言沒有應驗，為此要求預言者、擴散謠言者等人承擔損害賠償責任，這種情況難以想像。三木悠希裕律師進一步解釋，預言或占卜一般作為個人的思想或表達而受到尊重，並且「可能應驗」、「可能不會應驗」也是大眾認知的常識，因此「即使沒有應驗，通常也不具違法性，且損害與預言之間無法認定有相當因果關係，因此損害賠償請求通常不會被認可」，三木悠希裕律師亦指稱，如果利用通靈進行預言，並進行煽動導致生命、健康、財產受損，或是利用對方的恐懼誘導捐款或簽訂契約等行為，可能碰觸日本2023年6月1日施行的「不當捐款誘導防止法」，有人因此遭受金錢損失，可以依據法令要求歸還，可以向消費者生活中心或律師諮詢。

## 出版書籍

### 原版
1999年發行的日語原版由朝日新聞社出版；繁體中文版本則由東立出版社出版。
| 全 | 1999年7月20日                                                         | ISBN 4-25-798699-9 | 2001年1月4日 | ISBN 957-73-1139-3 |
| \| 1. 磁場（） 2. 傳遞的訊息（） 3. 眾多靈體（） 4. 徬徨靈體們的故事（） \| 1. 夢的軌跡（） 2. 白色的手（） 3. 我所看見的未來（） 4. 緣的前方（） \| |                                                                       |                    |              |                    |
| 1. 磁場（） 2. 傳遞的訊息（） 3. 眾多靈體（） 4. 徬徨靈體們的故事（）                                                                                | 1. 夢的軌跡（） 2. 白色的手（） 3. 我所看見的未來（） 4. 緣的前方（） |                    |              |                    |

### 完全版
本作完全版的日語原版由飛鳥新社於2021年10月出版；中文版則分為大塊文化出版的繁體中文版、磨鐵文化文治圖書出品的普通話版。
| 全 | 2021年10月2日 | ISBN 978-486-410851-5 | 2022年7月1日 | ISBN 978-626-711863-4 |
| \| 1. 關於完全版的發行（） 2. 第一部 預知夢篇（） 3. 夢的訊息（） 4. 我所看見的未來（） 5. 「夢日記」解說（） 6. 為什麼會寫夢日記（） 7. 「夢日記」裏都寫了些什麼（） 8. 封面所寫的預知夢的真相①「大災害發生在2011年3月」的創作理由（） 9. 封面所寫的預知夢的真相②戴安娜王妃之死（） 10. 封面所寫的預知夢的真相③富士山大噴發（） 11. 封面所寫的預知夢的真相④荒蕪龜裂的大地（） 12. 封面所寫的預知夢的真相⑤我的葬禮穿白色衣服就好（） 13. 漫畫家時代的故事（） 14. 幼年時期所經歷的奇妙體驗（） 15. 不做漫畫家的理由（） 16. 印度之旅成為最大的轉捩點（） 17. 漫畫中所描繪的大海嘯並不是指2011年3月那次（） 18. 2025年7月會發生的事情（） 19. 在大海嘯之後到來的新世界（） \| 1. 第二部 懸疑漫畫篇（） 2. 緣的前方（）（初刊於1997朝日SONORAMA《真正發生過的恐怖故事》11月號） 3. 小小的殼裡（）（初刊於1983東京三世社《SF漫畫競作大全集》17） 4. 浮游靈（）（初刊於1995年SUKORA週刊誌《恐怖體驗》VOL.12） 5. 地下街（）（初刊於1992年講談社《月刊少女Friend特別編輯》9月號增刊） 6. 冥界之壁（）（初刊於1995年SUKORA週刊誌《恐怖體驗》VOL.19） 7. 另一個自己（）（初刊於1995年SUKORA週刊誌《恐怖體驗》VOL.14） 8. 前往黑暗之中……（）（初刊於1995年SUKORA週刊誌《恐怖體驗》VOL.5） 9. 這也太離譜（）（初刊於1989年漫畫盒子《月刊潘朵拉》7月號） 10. 雨月物語（）（初刊於1989年漫畫盒子《月刊潘朵拉》8月號） 11. 作者後記（） \| | |                       |              |                       |
| 1. 關於完全版的發行（） 2. 第一部 預知夢篇（） 3. 夢的訊息（） 4. 我所看見的未來（） 5. 「夢日記」解說（） 6. 為什麼會寫夢日記（） 7. 「夢日記」裏都寫了些什麼（） 8. 封面所寫的預知夢的真相①「大災害發生在2011年3月」的創作理由（） 9. 封面所寫的預知夢的真相②戴安娜王妃之死（） 10. 封面所寫的預知夢的真相③富士山大噴發（） 11. 封面所寫的預知夢的真相④荒蕪龜裂的大地（） 12. 封面所寫的預知夢的真相⑤我的葬禮穿白色衣服就好（） 13. 漫畫家時代的故事（） 14. 幼年時期所經歷的奇妙體驗（） 15. 不做漫畫家的理由（） 16. 印度之旅成為最大的轉捩點（） 17. 漫畫中所描繪的大海嘯並不是指2011年3月那次（） 18. 2025年7月會發生的事情（） 19. 在大海嘯之後到來的新世界（） | 1. 第二部 懸疑漫畫篇（） 2. 緣的前方（）（初刊於1997朝日SONORAMA《真正發生過的恐怖故事》11月號） 3. 小小的殼裡（）（初刊於1983東京三世社《SF漫畫競作大全集》17） 4. 浮游靈（）（初刊於1995年SUKORA週刊誌《恐怖體驗》VOL.12） 5. 地下街（）（初刊於1992年講談社《月刊少女Friend特別編輯》9月號增刊） 6. 冥界之壁（）（初刊於1995年SUKORA週刊誌《恐怖體驗》VOL.19） 7. 另一個自己（）（初刊於1995年SUKORA週刊誌《恐怖體驗》VOL.14） 8. 前往黑暗之中……（）（初刊於1995年SUKORA週刊誌《恐怖體驗》VOL.5） 9. 這也太離譜（）（初刊於1989年漫畫盒子《月刊潘朵拉》7月號） 10. 雨月物語（）（初刊於1989年漫畫盒子《月刊潘朵拉》8月號） 11. 作者後記（） |                       |              |                       |

## 外部連結
- （日語）《我所看見的未來 完全版》飛鳥新社介紹頁面 （页面存档备份，存于）